# NGC 15
NGC 15 (również PGC 661 lub UGC 82) – galaktyka spiralna (Sa), znajdująca się w gwiazdozbiorze Pegaza. Odkrył ją Albert Marth 30 października 1864 roku.